# Višći Vrh
Višći Vrh je naseljeno mjesto u Republici Hrvatskoj u Zagrebačkoj županiji. 

## Zemljopis
Administrativno je u sastavu općine Žumberak. Naselje se proteže na površini od 2,23 km².

## Stanovništvo
Prema popisu stanovništva iz 2001. godine u naselju Višći Vrh živi 27 stanovnika i to u 15 kućanstava. Gustoća naseljenosti iznosi 12,11 st./km².
| broj stanovnika | 93    | 113   | 132   | 140   | 130   | 139   | 112   | 119   | 138   | 127   | 131   | 123   | 85    | 88    | 27    | 16    | 4     |
|                 | 1857. | 1869. | 1880. | 1890. | 1900. | 1910. | 1921. | 1931. | 1948. | 1953. | 1961. | 1971. | 1981. | 1991. | 2001. | 2011. | 2021. |